# Tsugumi Ōba
Tsugumi Ōba (Alternativschreibweise: Tsugumi Ohba, jap. 大場 つぐみ, Ōba Tsugumi) ist ein japanischer Mangaka, der für den Text des Manga Death Note verantwortlich zeichnet. Bis dato fehlen Informationen darüber, ob Ōba das Pseudonym eines Nachwuchsautors oder eines anderweitig bereits bekannten Autors ist. Auch das Geschlecht ist unbekannt. Trotz des Erfolgs mit Death Note wurde Ōba weder bei seinem Verlag Shūeisha noch woanders für einen Preis, etwa als bester (Nachwuchs-)Künstler, nominiert.

## Werke
- Death Note (デスノート, Desu Nōto) mit Takeshi Obata (2003–2006)
Light Yagami ist ein hochbegabter Schüler und bester seines Highschool-Jahrgangs. Eines Tages findet der 17-jährige ein Heft, der wie aus dem Nichts vom Himmel fällt. Light nimmt das Heft an sich und entdeckt darin eine Anleitung zur Verwendung des mit „Death Note“ betitelten Buches. Demnach stirbt jeder, dessen Name in das Buch geschrieben wird. All das geschieht unter den wachsamen Augen des Todesgottes Ryuk. Light setzt das Death Note in der Folge ein, um Kriminelle zu töten und damit ein Exempel zu statuieren, wodurch er aber das Gesetz gegen sich aufbringt. Es beginnt ein spannendes Katz-und-Maus-Spiel zwischen ihm und der Polizei, in das sich auch der geheimnisvolle Detektiv L einmischt.
- Bakuman. (バクマン。) mit Takeshi Obata (2008–2012)
Moritaka Mashiro ist auf dem Weg, Japans Manga-Zeichner Nummer eins zu werden. Doch er tut es nicht nur für Ruhm und Ehre, sondern möchte auch das Herz eines Mädchens erobern und damit schaffen, was seinem großen Vorbild versagt blieb.
- Platinum End (jap. プラチナエンド, Purachina Endo) mit Takeshi Obata (seit 2015)
Mirais Eltern sind tot und er lebt bei Onkel und Tante, die ihn allerdings wie einen Sklaven behandeln. Er sehnt sich nach dem Tod und beschließt, sich umzubringen. Doch ein weiblicher Engel funkt ihm dazwischen, denn sie ist der Meinung, dass alle Menschen ein Recht auf Glück haben! Um Mirai glücklich zu machen, stattet sie ihn mit Flügeln aus und gibt ihm Pfeile, die die Getroffenen sich in ihn verlieben lassen. Außerdem verrät sie ihm, wer Schuld am Tod seiner geliebten Eltern sind.